# Ecuador en los Juegos Paralímpicos de Tokio 2020
Ecuador participará en los Juegos Paralímpicos de Tokio 2020. El responsable del equipo paralímpico es el Comité Paralímpico Ecuatoriano, así como las federaciones deportivas nacionales de cada deporte con participación.
En Tokio 2020, es la primera vez que Ecuador obtiene medallas en juegos paralímpicos en sus diez participaciones.
Los portadores de la bandera en la ceremonia de apertura fueron los velocistas Darwin Castro y Kiara Rodríguez.

## Medallistas
El equipo paralímpico ecuatoriano obtuvo las siguientes medallas:
| Nombre          | Deporte   | Evento                         |
| --------------- | --------- | ------------------------------ |
| Oro             |           |                                |
| Poleth Méndez   | Atletismo | Peso F20 femenino              |
| Plata           |           |                                |
| —               |           |                                |
| Bronce          |           |                                |
| Anaís Méndez    | Atletismo | Peso F20 femenino              |
| Kiara Rodríguez | Atletismo | Salto de Longitud T47 femenino |

## Atletismo

### Eventos de pista y carretera

#### Masculino
| Atleta            | Evento            | Eliminatoria | Eliminatoria | Semifinal | Semifinal | Final     | Final  |
| Atleta            | Evento            | Resultado    | Puesto       | Resultado | Puesto    | Resultado | Puesto |
| ----------------- | ----------------- | ------------ | ------------ | --------- | --------- | --------- | ------ |
| Darwin Castro     | 5000 m marcha T11 | N/A          | N/A          | N/A       | N/A       | 15:49.60  | 6      |
| Darwin Castro     | 1500 m marcha T11 | N/A          | N/A          | 4:13.74   | 2 Clasif. | 4:10.24   | 5      |
| Anderson Colorado | 400 m planos T20  | N/A          | N/A          | 48.89     | 3 Clasif. | 48.58     | 6      |
| Damián Carcelén   | 400 m planos T20  | N/A          | N/A          | 49.35     | 3 Clasif. | 49.02     | 8      |

#### Femenino
| Atleta          | Evento          | Eliminatoria | Eliminatoria | Semifinal | Semifinal | Final     | Final  |
| Atleta          | Evento          | Resultado    | Puesto       | Resultado | Puesto    | Resultado | Puesto |
| --------------- | --------------- | ------------ | ------------ | --------- | --------- | --------- | ------ |
| Kiara Rodríguez | 100m planos T47 | N/A          | N/A          | 12.54     | 3 Clasif. | 12.55     | 6      |

### Eventos de lanzamientos y Saltos

#### Masculino
| Atleta          | Evento                | Eliminatoria | Eliminatoria | Semifinal | Semifinal | Final         | Final         |
| Atleta          | Evento                | Resultado    | Puesto       | Resultado | Puesto    | Resultado     | Puesto        |
| --------------- | --------------------- | ------------ | ------------ | --------- | --------- | ------------- | ------------- |
| Jordi Congo     | Peso F20              | N/A          | N/A          | N/A       | N/A       | Descalificado | Descalificado |
| Roberto Chalá   | Salto de Longitud T20 | N/A          | N/A          | N/A       | N/A       | 6,56          | 8             |
| Damián Carcelén | Salto de Longitud T20 | N/A          | N/A          | N/A       | N/A       | 6,24          | 10            |

#### Femenino
| Atleta          | Evento                | Eliminatoria | Eliminatoria | Semifinal | Semifinal | Final       | Final             |
| Atleta          | Evento                | Resultado    | Puesto       | Resultado | Puesto    | Resultado   | Puesto            |
| --------------- | --------------------- | ------------ | ------------ | --------- | --------- | ----------- | ----------------- |
| Poleth Méndez   | Peso F20              | N/A          | N/A          | N/A       | N/A       | 14,39 WR PR | Medalla de oro    |
| Anaís Méndez    | Peso F20              | N/A          | N/A          | N/A       | N/A       | 14,06       | Medalla de bronce |
| Kiara Rodríguez | Salto de Longitud T47 | N/A          | N/A          | N/A       | N/A       | 5,63        | Medalla de bronce |